# Vriesea lancifolia
Vriesea lancifolia là một loài thuộc chi Vriesea. Đây là loài đặc hữu của Brasil.